# 疣背鬚鯊
疣背鬚鯊（學名：Sutorectus tentaculatus），為軟骨魚綱鬚鯊目鬚鯊科疣背鬚鯊屬的一種。分布於東印度洋澳洲海域，深度0至35公尺，本魚體延長，前部寬扁，後部細小，頭相當寬扁，頭部有不分枝的皮辮，背部有成排的疣狀結節，身體和鰭上有黑色斑點，體長可達92公分，棲息在大陸棚，為底棲性魚類，多半在夜間活動，屬肉食性，以甲殼類、頭足類、硬骨魚為食，卵胎生，生活習性不明。